# 斯托尼陨击坑
斯托尼陨击坑(Stoney)是火星南海区的一座撞击坑，其中心坐标位于南纬69.8度、西经138.6度，直径161.37公里（100.27英里），它的名称取自盎格鲁爱尔兰人物理学家暨数学家乔治·约翰斯顿·斯托尼，1973年被国际天文学联合会行星系统命名工作组批准接受。

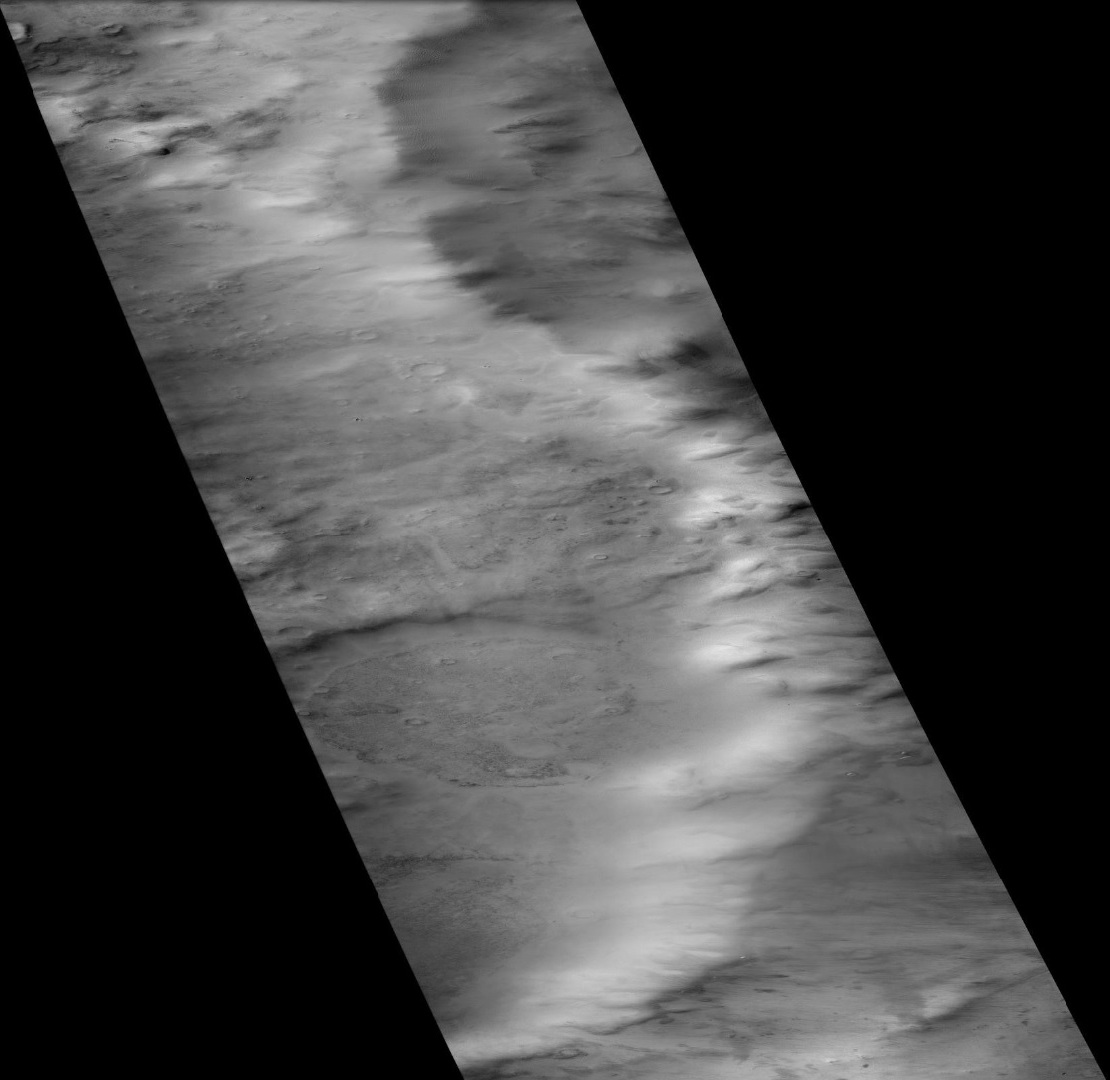
火星勘测轨道飞行器背景相机拍摄的斯托尼陨击坑东部区。

## 另请查看
- 火星撞击坑